# Jack Rosenthal
Jack Morris Rosenthal, CBE (* 8. September 1931 in Cheetham Hill, Manchester; † 29. Mai 2004 in London), war ein britischer Dramatiker und Drehbuchautor.

## Leben
Nach dem Schulbesuch absolvierte er ein Studium an der University of Sheffield und trat nach Beendigung des Studiums ein Jahr nach der Gründung 1956 in die Werbeabteilung von Granada Television ein.
1961 wurde er Autor bei der Fernsehserie Coronation Street und verfasste dort bis 1969 die Drehbücher für mehr als 150 Folgen. Daneben verfasste er Beiträge für das einflussreiche Satireprogramm That Was The Week That Was der BBC (1963) und war darüber hinaus auch geistiger Vater der Fernsehserie The Lovers! (1970).
Zu seinen herzlichen, witzigen Fernsehstücken, dramatisierenden Geschichte über das wahre Leben, Nostalgien aus Kriegszeiten und heimischen jüdischen Werken gehörten die mit dem BAFTA Award ausgezeichneten The Evacuees (1975), Bar Mitzvah Boy (1976), Spend, Spend, Spend (1977) und London's Burning (1986). Zu seinen späteren Arbeiten für das Fernsehen gehören Wide-Eyed and Legless (1993) sowie Moving Story (1994). In seinem klassischen Comedydrama Ready When You Are, Mr McGill spielten neben Amanda Holden und Bill Nighy auch Tom Courtenay.
Daneben schrieb Rosenthal, der mit der Schriftstellerin und Schauspielerin Maureen Lipman verheiratet war, aber auch die Drehbücher zu Kinofilmen wie Lucky Star (1980) und zusammen mit Barbra Streisand von Yentl (1983). 1983 verfasste er auch das Drehbuch zum Film Der Leutnant und sein Richter nach dem gleichnamigen Buch von Maria Fagyas, in dem es um die Affäre um den Oberleutnant Adolf Hofrichter ging.
Zu seinen wichtigsten Bühnenwerken zählen Smash! (1981) und Our Gracie (1983). Selbst seine 2006 posthum erschienenen Memoiren, die er zusammen mit seiner Ehefrau verfasste, schrieb er als Drama unter dem Titel Jack Rosenthal: An Autobiography in Sicx Acts.
1994 wurde er außerdem als bester Autor mit dem British Comedy Award ausgezeichnet. Außerdem wurde er 1994 zum Commander des Order of the British Empire ernannt.